# ウクライナ独立正教会

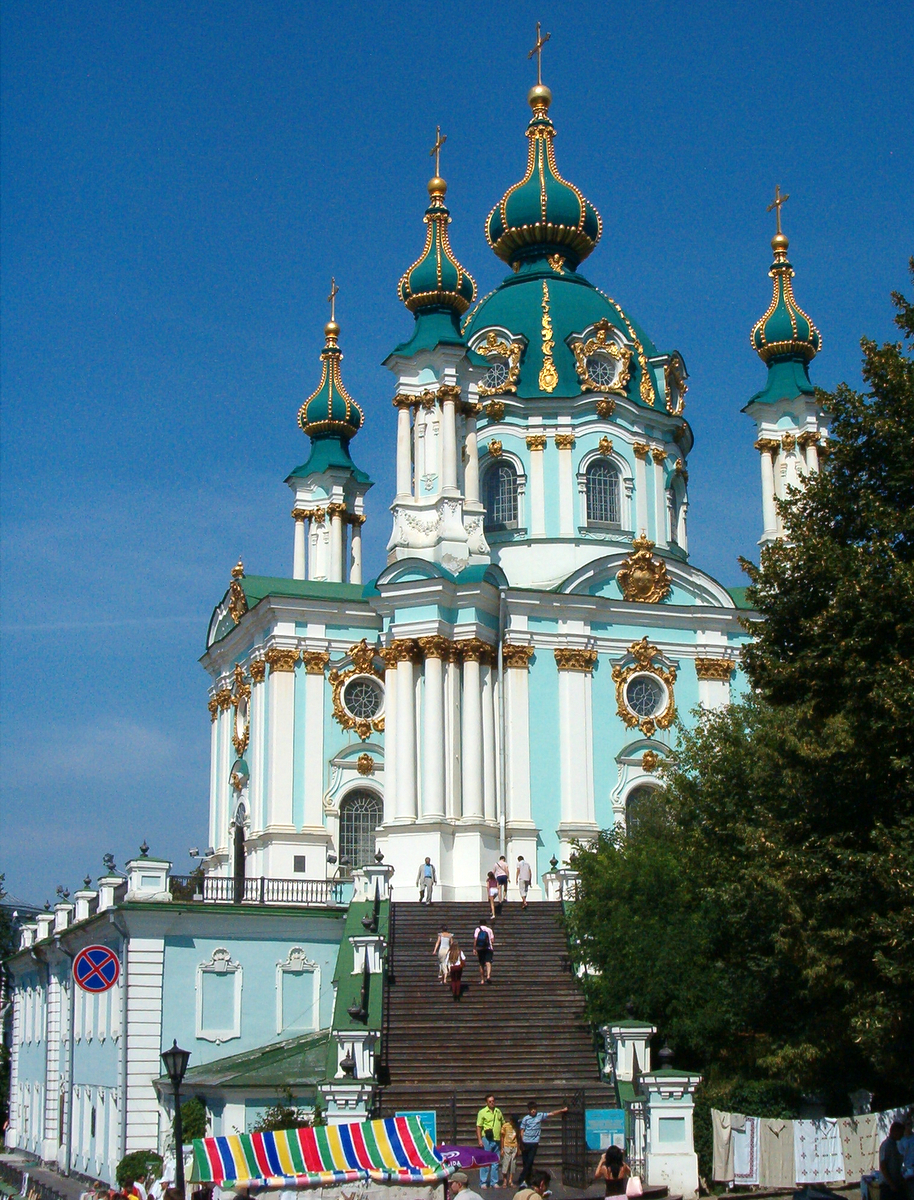
ウクライナ独立正教会に属するキエフの聖アンドリーイ教会。

ウクライナ独立正教会（ウクライナどくりつせいきょうかい、ウクライナ語: Українська автокефальна православна церква）は、ウクライナに存在した正教会の一つである。
正教会は一カ国に一つの教会組織を置くことが原則だが（ウクライナ正教会以外の例としてはロシア正教会、ギリシャ正教会、ルーマニア正教会、日本正教会など。もちろん例外もある）、これら各国ごとの正教会が異なる教義を信奉しているわけでは無く、同じ信仰を有している。

## 概要

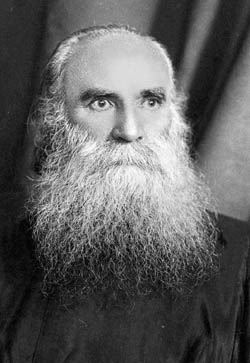
ヴァスィーリ・リプキフスキー

ウクライナ独立正教会の創立会議は1921年にキエフの聖ソフィア大聖堂で行われた。ロシア正教会の司祭の一部はモスクワ総主教庁からの独立・ウクライナの自治教会の創立を宣言し、ヴァスィーリ・リプキフスキーを府主教として選んだ。ソ連時代になると、ウクライナ独立正教会は弾圧され、聖職者全員と信者の一部はソ連の秘密警察によって惨殺された。

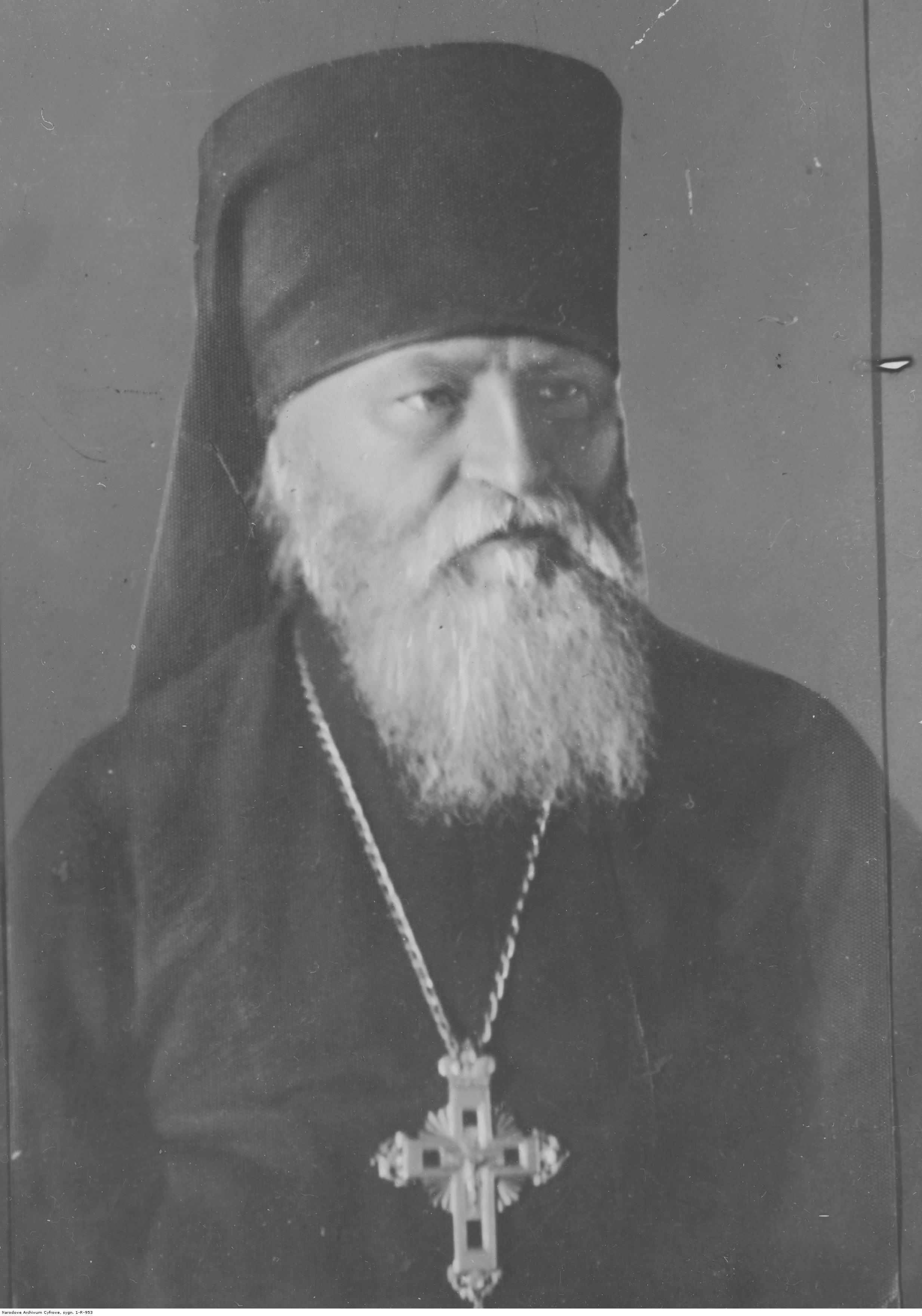
ポリカルポス・シコルスキー

独ソ戦に伴いウクライナがナチス・ドイツ占領下に置かれると、ポーランド正教会の支援により1942年にウクライナ独立正教会が再建されポリカルポス・シコルスキーが新たな府主教となった。しかし1944年に赤軍がウクライナを奪還するとウクライナ独立正教会は禁止され、ウクライナ東方カトリック教会とともにソ連国家保安委員会からの弾圧を受けた。そのためにウクライナ独立正教会の聖職者と信者の一部はウクライナから逃れて西欧、米国、カナダ、オーストラリアへ渡り、外国で定住した。
1980年代末に、ウクライナ独立運動がきっかけでウクライナ独立正教会はウクライナに戻り、活動を再開した。1990年にキエフでの教会会議においてムスティスラーウ・スクルィープヌィクがキエフならび全ウクライナの府主教として選ばれた。
ウクライナ独立正教会は、ウクライナ、西欧、米国、カナダなどにおいて宗教団体として公認されているものの、長らく世界の正教会から教会法上の合法的教会として承認されていなかった。しかし2018年10月16日に、コンスタンディヌーポリ全地総主教庁により、ウクライナ正教会・キエフ総主教庁とともに正統性を承認された。これら一連の動きに反対するロシア正教会は、コンスタンディヌーポリとの相互領聖を絶っている。
2001年においてウクライナ独立正教会は11の主教区があり、404人の主教・司祭・輔祭がいる。ウクライナ独立正教会の信者はウクライナの西部・中部に最も多い。2000年9月14日よりウクライナ独立正教会の府主教はメフォーディイ・クダリャコーウである。ウクライナ独立正教会はウクライナにおけるカトリック・正教の諸教会とならんでキエフ・ルーシ時代のキイウ府主教区の直接の系譜を主張している。その独立正教会位の根拠の一つとして、コンスタンディヌーポリ総主教グリゴリオス7世から1924年に与えられたトモスを挙げ、その時に設立された教会組織の継承を主張している。
2018年12月15日にウクライナ正教会・キエフ総主教庁と統合し、新生「ウクライナ正教会 (2018年設立)」が発足した。